# Семёнов, Виктор Сергеевич
Виктор Сергеевич Семёнов (род. 25 сентября 1984) — российский дзюдоист, бронзовый призёр чемпионатов России, бронзовый призёр чемпионата мира 2010 года в командном зачёте, победитель и многократный призёр этапов Кубка мира,  мастер спорта России международного класса. Выступал в средней весовой категории (до 90 кг). Выпускник Санкт-Петербургского университета МВД России 2008 года. Завершил спортивную карьеру. Живёт в Санкт-Петербурге.

## Спортивные результаты
- Чемпионат России по дзюдо 2008 года — ;
- Чемпионат России по дзюдо 2009 года — ;

### Этапы Кубка Европы
- Люцерн, 2008 год — ;
- Лондон, 2008 год — ;
- Лондон, 2009 год — ;
- Бурос, 2009 год — ;
- Рейкьявик, 2012 —;
- Брауншвейг, 2006 —;
- Хельсинки, 2008 —;

### Этапы Кубка мира
- Рим, 2010 год — ;
- Драммен, 2008 —  ;
- Таллин, 2008,2011 —  ;
- Бурос, 2006 ;
- Москва, 2006  -;
- Алматы, 2008 - ;
- Баку, 2008 - ;
- Мадрид, 2008 — ;
- Тбилиси, 2009 —;

### Клубный чемпионат Европы
- Абенсберг, 2009 — ;
- Анталия, 2011 — ;
- Стамбул, 2012 — ;